# Sheij al-Kulayni
Abu Ya’far Muhammad Ibn Ya’qub Ibn Ishaq Al-Kulayni Al-Razi (en árabe: ابو جعفر محمد بن يعقوب بن اسحاق الكليني الرازي) fue un reconocido muhadiz de origen persa.

## Biografía
Al-Kulayni nació en Kulayn, un poblado cercano a Rayy, Irán. Vivió en la era de la Ocultación Menor del Imam al-Mahdi, el último imán de acuerdo a los musulmanes chiitas y que, de acuerdo a la escatología islámica, aparecerá en el final de los tiempos.
Al-Kulayni recibió su educación temprana en Kulayn, y después se mudó a Rayy.  Según la opinión chiita, se encuentra entre una clase especial de narradores de hadiz conocida como Rihalah-ye hadiz, es decir, aquellos que viajaron para recopilar un hadiz y se encontraron con las personas consideradas como autoridad en esta ciencia).
Viajó a Bagdad por este motivo y vivió allí durante veinte años, dedicado a la enseñanza y al trabajo académico, hasta su muerte en 329 AH/941 d. C. Se le considera el principal compilador chiita de hadices y fue el autor de Kitab al-Kafi.

## Obra
- Kitab al-kafi
- Rasāʾil al ʾaʾimmah
- Kitāb ar-rijāl
- Kitāb ar radd ʿalā al qarāmitah
- Kitāb mā qīla fī al ʾaʾimmah min ash-shiʿr
- Kitāb taʿbīr al-ruʾyā